# Amakihi de Hawaii
L'amakihi de Hawaii (Chlorodrepanis virens) és una espècie d'ocell de la família dels fringíl·lids (Fringillidae).

## Descripció
- És un petit ocell que fa uns 10 cm de llargària. Bec fi d'1,3 cm, fosc i lleugerament corbat.
- Mascle de color verd per sobre, amb la cua i les ales més fosques. Per sota groc viu.
- Femella més apagada, sense el pit groc.

## Subespècies
- C. v. virens (Gmelin, 1788). Illa de Hawaii
- C. v. wilsoni (Rothschild, 1893). A les illes Molokai, Lanai i Maui.